# Dicerca cajonensis
Dicerca cajonensis – gatunek chrząszcza z rodziny bogatkowatych i podrodziny Chrysochroinae.
Takson ten został opisany w 1944 roku przez Josefa N. Knulla jako podgatunek Dicerca querci. Miejscem typowym jest Cajon Pass w hrabstwie San Bernardino w południowej Kalifornii. Jest to jedyne stanowisko skąd znany jest ten gatunek. Ponadto nieznany pozostaje samiec.
Chrząszcz o tęgim ciele długości 20,5 mm. Ubarwiony jest ciemnomosiężnieczarno. Czułki ma o drugim członie znacznie krótszym od trzeciego. Głowę ma spłaszczoną, grubo punktowaną, z wyniosłościami na czole i ciemieniu. Krawędzie boczne przedplecza są u nasady prawie równoległe, a dalej silnie zaokrąglone ku przedniemu brzegowi. Pokrywy mają długie owłosienie, słabo zaznaczone rzędy, ścięte wierzchołki i niewyraźne, małe, nagie wyniosłości. Samice mają ostatni z widocznych sternitów odwłoka o tylnej krawędzi płytko i tępo trójpłatkowej.